# مايك مور (سياسي)
مايك مور (بالإنجليزية: Michael Kenneth Moore)‏ هو دبلوماسي وسياسي نيوزيلندي، ولد في 28 يناير 1949 في واكتاني ‏ في نيوزيلندا. نشط حزبياً في حزب العمال النيوزيلندي.

## مناصب
- انتخب سفير نيوزيلندا لدى الولايات المتحدة (2010 – 2015).
- انتخب وزير الخارجية [الإنجليزية]‏ (9 فبراير 1990 – 2 نوفمبر 1990).
- انتخب زعيم المعارضة (2 نوفمبر 1990 – 1 ديسمبر 1993).
- انتخب رئيس وزراء نيوزيلندا (4 سبتمبر 1990 – 2 نوفمبر 1990).
- انتخب مدير عام منظمة التجارة العالمية (1 سبتمبر 1999 – 1 سبتمبر 2002).
- انتخب عضو مجلس النواب النيوزيلندي (25 نوفمبر 1978 – 14 يوليو 1984).

## وصلات خارجية
- الموقع الرسمي
- مايك مور على موقع الموسوعة البريطانية (الإنجليزية)
- مايك مور على موقع مونزينجر (الألمانية)
- مايك مور على موقع إن إن دي بي (الإنجليزية)